# Czerwona lista zwierząt ginących i zagrożonych w Polsce
Czerwona lista zwierząt ginących i zagrożonych w Polsce – lista gatunków zagrożonych wyginięciem na terenie Polski. W stosunku do Polskiej czerwonej księgi zwierząt zawiera większą liczbę gatunków, lecz ogranicza się do ewidencji gatunków o różnym stopniu zagrożenia (bez opisu i charakterystyki poszczególnych gatunków), z podaniem kategorii zagrożenia oraz ogólnego opisu sytuacji danej grupy gatunków (np. gromady czy rzędu). W polskiej edycji najwięcej uwagi poświęcono bezkręgowcom, a zwłaszcza stawonogom.
Lista ukazała się po raz pierwszy w 1992 roku. Wersja opublikowana w roku 2002 została opracowana w Instytucie Ochrony Przyrody Polskiej Akademii Nauk w Krakowie, pod redakcją Zbigniewa Głowacińskiego.
Wydanie z 2002 roku zawiera 2769 gatunków.